# Iniciativa Spotlight
La Iniciativa Spotlight es una alianza global y plurianual puesta en marcha por la Unión Europea (UE) y las Naciones Unidas orientada a eliminar todas las formas de violencia contra las mujeres y las niñas. 

## Contexto
La igualdad de género y el empoderamiento de las mujeres y las niñas son elementos esenciales de la Agenda 2030 para el Desarrollo Sostenible de las Naciones Unidas y resultan cruciales para su consecución. La Iniciativa busca dar respuesta a todas las formas de violencia que sufren las mujeres y las niñas, haciendo especial hincapié en la violencia doméstica; en la violencia sexual y por razón de género; en las prácticas tradicionales nocivas; en el feminicidio (en Argentina femicidio); en la trata de personas, y en la explotación sexual y económica (laboral). En consonancia con la Agenda 2030 para el Desarrollo Sostenible, la iniciativa incorporará plenamente el principio de «no dejar a nadie atrás». y tiene una amplia Participación de la sociedad civil, ya que creemos que la sociedad civil está en el centro de los cambios transformadores y sostenibles.
La violencia contra las mujeres y las niñas es una de las violaciones de los derechos humanos más sistemáticas y extendidas. Al inicio del programa, en 2019, se estimó que el 35% de las mujeres del mundo han sufrido, en algún momento de su vida, violencia física o sexual infligida por sus parejas o violencia sexual por parte de otras personas, en algunos países, esta cifra asciende al 70%. En ese año, más de 700 millones de mujeres de todo el mundo contrajeron matrimonio cuando aún eran niñas. De ellas, más de un tercio —es decir, unos 250 millones— se casó antes de cumplir 15 años. Alrededor del 70% de todas las víctimas de la trata de personas en el mundo son mujeres y niñas. Al menos 200 millones de mujeres y niñas actualmente se han visto sometidas a la mutilación genital femenina en 30 países. Otra de las cifras que dan sustento a la necesidad de esta iniciativa es que cerca de 120 millones de niñas de todo el mundo (más de 1 de cada 10) han mantenido relaciones sexuales forzadas u otras prácticas sexuales sin su consentimiento. Los principales autores de actos de violencia sexual contra las niñas son sus maridos, parejas o novios actuales o anteriores.
La violencia produce en las mujeres y las niñas daños físicos, sexuales y psicológicos inmediatos o a largo plazo, pudiendo incluso llegar a ocasionarles la muerte. Además de las repercusiones en la vida de niñas y mujeres, la violencia también acarrea unos enormes costos personales, sociales y económicos en todo el mundo, que van desde el aumento del gasto sanitario y jurídico, hasta la pérdida de productividad.

La Iniciativa Spotlight
Para eliminar la violencia contra las mujeres y las niñas
Iniciativa Spotlight, para eliminar todas las formas de violencia contra las mujeres y las niñas
La iniciativa se llama spotlight porque llama la atención sobre esta cuestión, sacándola a la luz pública y convirtiéndola en el centro de todos los esfuerzos encaminados a hacer realidad la igualdad de género y el empoderamiento de la mujer, en consonancia con la Agenda 2030 para el Desarrollo Sostenible. El nombre nos recuerda que, a menudo, la violencia tiene lugar en la oscuridad, se niega o se oculta y no puede sobrevivir a plena luz. También pone de relieve la importancia de invertir de manera específica en las mujeres y las niñas para alcanzar el desarrollo sostenible y hace visible este decidido y renovado compromiso de la Unión Europea y las Naciones Unidas.
Se realizará una inversión inicial de 500 millones de euros en la que la Unión Europea será el principal contribuyente. Además, se invitará a otros donantes y asociados a que se sumen a la iniciativa con miras a ampliar su alcance y magnitud. Para llevarla a cabo se empleará un fondo fiduciario de múltiples interesados de las Naciones Unidas, administrado por la Oficina de los Fondos.
Organización de las Naciones Unidas

## Objetivos de Desarrollo Sostenible
- Metas del Objetivo 5 de Desarrollo Sostenible: lograr la igualdad entre los géneros y empoderar a todas las mujeres y las niñas

## Iniciativa Spotlight en América Latina

### Argentina

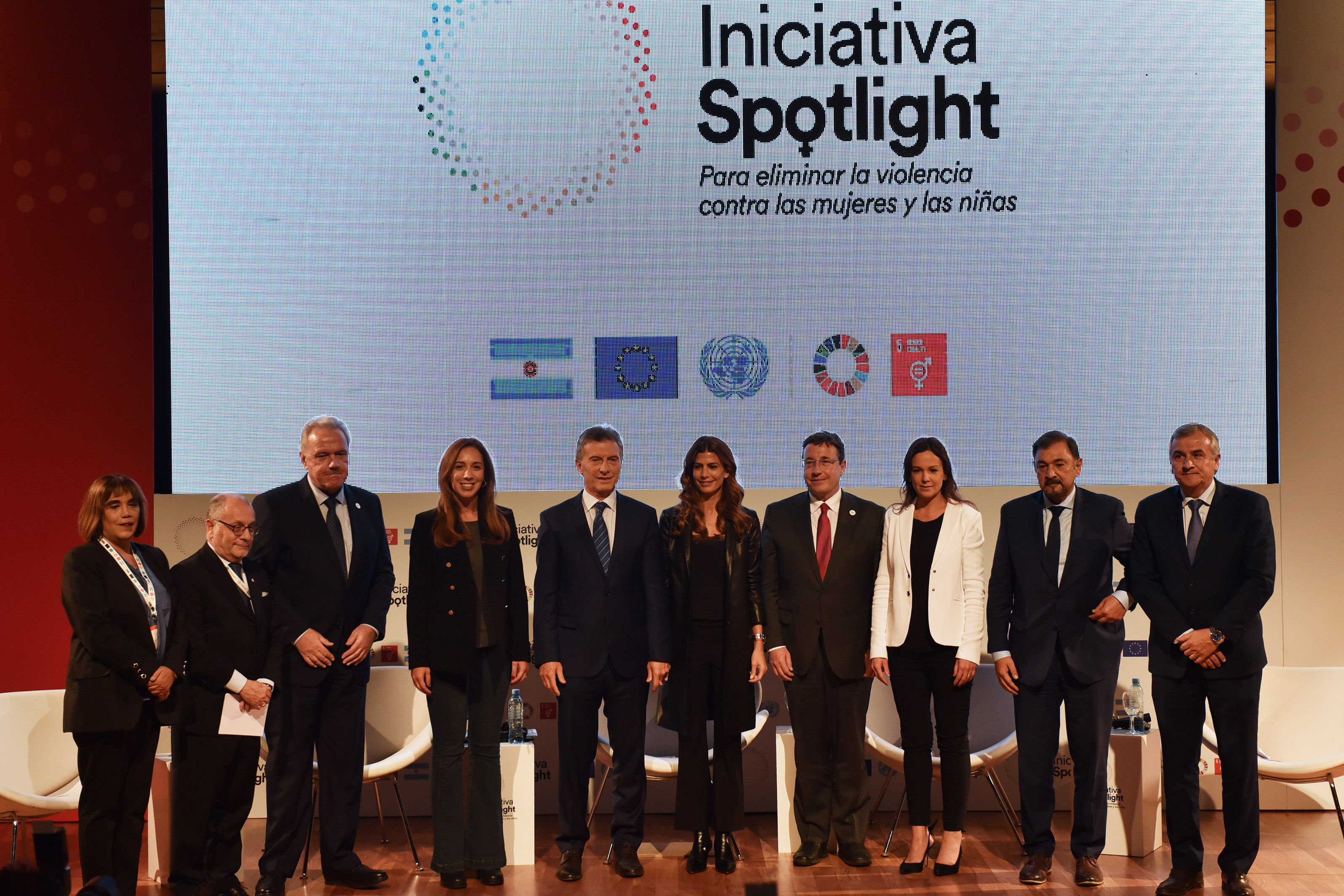
Inicio de Spotlight en Argentina

En América Latina, región en la que se trabaja especialmente en contribuir a eliminar los femicidios, Argentina es uno de los cinco países seleccionados para implementar la Iniciativa, junto a El Salvador, México, Guatemala y Honduras. Se implementa a través de cuatro agencias ONU Mujeres, PNUD, UNFPA y OIT, con UNICEF como asociada, bajo la coordinación de la Oficina del Coordinador Residente. Asimismo, se realizan alianzas con las Agencias del Sistema de Naciones Unidas en Argentina según su experiencia. El programa cuenta con la participación de sociedad civil, sindicatos, sector privado y academia.
La elección de Argentina se basa en reconocer el compromiso del Estado nacional con la temática, a partir de la puesta en marcha del Primer Plan Nacional de Acción para la Prevención, Asistencia y Erradicación de la Violencia contra las mujeres 2017-2019, y de haber ratificado la mayoría de los tratados internacionales y regionales de derechos humanos.
Su ejecución en Argentina apoya acciones a nivel federal y en especial en Jujuy, Salta y Provincia de Buenos Aires, que fueron elegidas por sus tasas y números absolutos de femicidios, y por contar tanto con gobiernos locales como con organizaciones sociales con compromiso en la temática.
El programa Iniciativa Spotlight cuenta en su estructura a nivel global,  regional, y nacional con un Grupo de Referentes de la sociedad Civil en Argentina desde 2019 el grupo de referentes ha participado activamente en asesorar, realizar propuestas, validar y señalar las políticas o temas más relevantes y urgentes, desde el enfoque de la sociedad civil, integrado por feministas y dirigentes del movimiento de mujeres. Referentes como María Rosa Ávila integrante de la Federación CASACIDN, Ana Álvarez Directora Ejecutiva de Fundación Avon, Natalia Gherardi Directora Ejecutiva de ELA, Celeste Álvarez de la Fundación UOCRA, Irene Cari del FORO DE MUJERES de Salta, María Martínez de la Lupa violeta de Jujuy. El Comité Directivo del Programa y el Comité de Seguimiento, cuentan con 3 integrantes del GRSC de la sociedad civil.
Se establecieron 6 ejes de trabajo integrales para la eliminación de la violencia contra mujeres y niñas:
1. Contribuir a la implementación del marco normativo vigente y apoyar la adecuación de leyes a convenciones y estándares internacionales;
2. Fortalecer las capacidades estatales para que las políticas públicas den respuesta a las necesidades de las mujeres;
3. Prevención de la violencia para promover pautas y prácticas sociales igualitarias libres de violencia;
4. En lo relativo a los servicios, acompañar la mejora de la atención a mujeres en situación de violencia;
5. Promover datos y estadísticas de calidad sobre la violencia contra mujeres y niñas y los femicidios;
6. Fortalecer a la sociedad civil y acompañar sus acciones para la erradicación de la violencia.[10][11][12]

### México
En México, desde el 2019 y por cuatro años, se aliaron la Unión Europea, la ONU, el Gobierno de México, la sociedad civil y el sector privado; por parte de la ONU participan ONU Mujeres, PNUD, UNFPA, UNODC, ONU DH y UNICEF con el fin de eliminar la violencia contra las mujeres y niñas, con especial énfasis en erradicar el feminicidio.
Su objetivo es que las mujeres y las niñas que sean víctimas de violencia accedan a más y mejores servicios tanto de apoyo como protección, y que tengan acceso a la justicia en condiciones de libertad, seguridad y sin discriminación. Además busca difundir los derechos de las mujeres y a qué instancias acudir en caso de ser violentadas.
Contó con un presupuesto de 7 millones de dólares distribuidos en 6 pilares:
1. Mejorar las normas y las políticas públicas para la eliminación de la discriminación y de la violencia contra mujeres y niñas.
2. Fortalecer las instituciones responsables de prevenir, investigar, sancionar y eliminar la violencia contra las mujeres y niñas, em especial el feminicidio.
3. Cambiar las normas sociales, formas de pensamiento y conductas para prevenir la violencia, particularmente a nivel comunidad.
4. Garantizar y hacer accesibles los servicios esenciales de salud, sociales, legales y policiales de calidad para mujeres y niñas víctimas de violencia.
5. Mejorar los sistemas de recolección de datos que permitan tomar decisiones de política pública informadas, para mejorar las estrategias para el monitoreo, la prevención y la erradicación de la violencia contra mujeres y niñas.
6. Fortalecer los grupos de mujeres y organizaciones de la sociedad civil que promueven y protegen los derechos de mujeres y niñas.